# Zachary Donohue
Zachary Tyler „Zach“ Donohue (* 8. Januar 1991 in Madison, Connecticut) ist ein ehemaliger US-amerikanischer Eistänzer.

## Karriere
Donohue begann 2001 mit dem Eiskunstlauf: Seine ersten Partnerinnen waren Alissandra Aronow, Sara Bailey (2005/06), Kaylyn Patitucci (2006/07) und Lili Lamar (2007/08). Ab Sommer 2008 bildete er mit Piper Gilles ein Team; mit ihr debütierte er am 21. September 2008 auf internationaler Ebene. Sie gewannen den Bewerb der „ISU-Junior-Grand-Prix“-Serie im tschechischen Ostrava. Bei den US-Juniorenmeisterschaften 2009 belegte das Eistanzpaar den dritten Rang. Im Mai 2010 gab es seine Trennung bekannt.
Donohue setzte seine Karriere im Eistanz mit Madison Hubbell fort. Schon bei ihrem gemeinsamen Debüt, der Nebelhorn Trophy 2011, gewannen sie eine Goldmedaille. Im Jahr 2013 gelang ihnen erneut der Sieg bei der Nebelhorn Trophy.
Auf nationaler Ebene belegten Donohue und Hubbell in den Jahren 2012, 2015, 2016 und 2017 jeweils den dritten Platz der US-Meisterschaften, bevor sie 2018 nationale Meister wurden. Dies gelang ihnen in den Jahren 2019 und 2021 erneut, während sie 2020 und 2022 die Silbermedaille hinter Madison Chock und Evan Bates gewannen.
In der Saison 2013/14 gewannen Donohue und Hubbell mit Bronze bei Skate Canada ihre erste Medaille bei einem Wettbewerb der ISU-Grand-Prix-Serie. In Taipeh wurden sie Vier-Kontinente-Meister des Jahres 2014.
Zach Donohue qualifizierte sich mit Hubbell erstmals für die Olympischen Winterspiele 2018 in Pyeongchang. Er belegte im Kurzprogramm (mit einer persönlichen Bestleistung) den dritten Platz, nach der Kür reichte es noch für Rang vier im Endklassement. Vier Jahre später gewann er bei den Olympischen Winterspielen 2022 in Peking zwei Medaillen. Im Teamwettbewerb gewann er durch seine Teilnahme am Rhythmustanz die Goldmedaille mit dem Team der Vereinigten Staaten. Im Eistanz gewannen Donohue und Hubbell eine Bronzemedaille, wobei sie sowohl im Rhythmustanz als auch im Kürtanz den dritten Platz belegten.
Im März 2022 stellten Donohue und Hubbell bei den Weltmeisterschaften in Montpellier neue persönliche Bestleistungen im Rhythmustanz und im Kürtanz auf. Insgesamt wurden sie Vizeweltmeister hinter den Olympiasiegern Gabriella Papadakis und Guillaume Cizeron. Nach den Weltmeisterschaften beendeten Donohue und Hubbell ihre Karriere.

## Ergebnisse
Zusammen mit Madison Hubbell:
| Meisterschaft / Jahr             | 2012  | 2013  | 2014  | 2015  | 2016  | 2017  | 2018  | 2019  | 2020  | 2021  | 2022  |
| -------------------------------- | ----- | ----- | ----- | ----- | ----- | ----- | ----- | ----- | ----- | ----- | ----- |
| Olympische Winterspiele          |       |       |       |       |       |       | 4.    |       |       |       | 3.    |
| Weltmeisterschaften              | 10.   |       |       | 10.   | 6.    | 9.    | 2.    | 3.    |       | 2.    | 2.    |
| Vier-Kontinente-Meisterschaften  | 5.    |       | 1.    |       | 4.    | 4.    |       | 4.    | 3.    |       |       |
| US-amerikanische Meisterschaften | 3.    | 4.    | 4.    | 3.    | 3.    | 3.    | 1.    | 1.    | 2.    | 1.    | 2.    |
| Grand-Prix-Wettbewerb / Saison   | 11/12 | 12/13 | 13/14 | 14/15 | 15/16 | 16/17 | 17/18 | 18/19 | 19/20 | 20/21 | 21/22 |
| Grand-Prix-Finale                |       |       |       |       | 6.    | 5.    | 4.    | 1.    | 3.    |       |       |
| Gran Premio d’Italia             |       |       |       |       |       |       |       |       |       |       | 2.    |
| NHK Trophy                       |       |       |       |       | 3.    |       | 2.    |       |       |       |       |
| Skate America                    | 6.    |       | 4.    |       |       | 2.    |       | 1.    | 1.    | 1.    | 1.    |
| Skate Canada                     |       | 5.    | 3.    | 3.    |       |       | 3.    | 1.    | 2.    |       |       |
| Trophée Eric Bompard             |       | 4.    |       | 3.    | 1.    | 2.    |       |       |       |       |       |
| Teamwettbewerb / Saison          | 11/12 | 12/13 | 13/14 | 14/15 | 15/16 | 16/17 | 17/18 | 18/19 | 19/20 | 20/21 | 21/22 |
| Olympische Winterspiele          |       |       |       |       |       |       |       |       |       |       | 1.    |
| World Team Trophy                |       |       |       |       |       |       |       | 1.    |       |       |       |